# Saint-Pierre-de-la-Rivière-du-Sud
Saint-Pierre-de-la-Rivière-du-Sud es un municipio parroquial canadiense situado en la provincia de Quebec.

## Superficie
Saint-Pierre-de-la-Rivière-du-Sud tiene una superficie de 91,05 km².

## Demografía
En 2021, tenía 840 habitantes, una densidad poblacional de 9,2 hab./km², y 430 viviendas.